# Světlina
Světlina (795 m n.p.m., niem. Lichtenbau) – góra w północnych Czechach, w Sudetach Środkowych, w Górach Kamiennych, w paśmie Gór Suchych (cz. Javoří hory).
Wzniesienie położone w Sudetach Środkowych, w Górach Kamiennych, w zachodniej części pasma Gór Suchych, w bocznym grzbieciku, odchodzącym ku południowi na wschód od Kopicy. Na północy, grzbietem Gór Suchych biegnie polsko-czeska granica państwowa. Na południowym wschodzie leży miejscowość Ruprechtice.
Szczyt porośnięty lasem świerkowym (monokultura świerkowa), miejscami buczyną z domieszką świerka. Znajduje się w Obszarze Chronionego Krajobrazu Broumovsko.